# Івенець
Івенець (біл. Івянец) - селище міського типу у Воложинському районі Мінської області  Білорусі. Розташоване на горбистій і лісистій місцевості на річці Волма. Відоме з XIV століття як приватновласницьке поселення Великого князя Литовського Вітовта.
План Івенца історично склався за традиційною схемою: мережа вулиць бере свій початок від торгової площі, розташованої в середині поселення. Від площі променями розходяться шість вулиць.

## Пам'ятки
- Комплекс колишнього монастиря францисканців. XVIII ст. Центральна споруда - величний Архангельський костел, 1741 - 1749 рр., віленське бароко.
- Олексійовський костел. 1905 - 1907 рр., неоготика.